# میشکو سوم لهستان
میشکو سوم کهن‌سال (به لهستانی: Mieszko III Stary) از دودمان پیاست و پسر چهارم بولسواو سوم از همسر دومش بود. او از سال ۱۱۳۸ میلادی دوک لهستان بزرگ‌تر و از سال ۱۱۷۳ تا زمان مرگش در ۱۲۰۲ با وقفه‌های متعدد دوک بزرگ لهستان بود.